# Hardebek
Hardebek ist eine Gemeinde im Kreis Segeberg in Schleswig-Holstein.

## Geografie

### Lage
Die Gemeinde Hardebek liegt zwischen den Städten Bad Bramstedt und Neumünster in ländlicher Umgebung. Das Gebiet wird zum Naturraum Holsteinische Vorgeest gezählt, einem Teilraum der Schleswig-Holsteinischen Geest des Norddeutschen Tieflandes.

### Gemeindegliederung
Neben dem namensgebenden Dorf Hardebek besteht in der Gemeinde ebenfalls die weitere ländliche Siedlung Flotthof.

### Nachbargemeinden
Die Gemeinde Hardebek wird umringt von:
|           | Arpsdorf, Padenstedt                        |            |
| Hasenkrug | Kompassrose, die auf Nachbargemeinden zeigt | Großenaspe |
|           | Armstedt, Wiemersdorf                       |            |

## Geschichte
Hardebek wurde als Remontedepot gegründet. Bis 1951 gehörte der Ort zur Gemeinde Armstedt.

## Politik

### Gemeindevertretung
Bei der Kommunalwahl 2023 errang die Hardebeker Wählergemeinschaft erneut alle neun Sitze in der Gemeindevertretung. Die Wahlbeteiligung betrug 57,6 Prozent.

### Wappen
Blasonierung: „In Silber ein schräglinker blauer Wellenbalken, am rechten Schildrand eine gestürzte grüne Spitze, darin ein silbernes Wohnhaus; am linken Schildrand eine grüne Spitze, darin ein silberner Pferdekopf.“

## Wirtschaft und Verkehr
Die Gemeinde Hardebek hat sich von einem landwirtschaftlich geprägten Ort zu einer Wohngemeinde entwickelt.
Die Gemeinde Hardebek liegt an der Landesstraße 260 von Hasenkrug nach Großenaspe. Nahe des Abzweigs in Großenaspe befindet sich auch der Anschluss an die Bundesautobahn 7 von Hamburg nach Flensburg.